# Evonne Goolagong Cawley
Evonne Goolagong Cawley (født 31. juli 1951 i Griffith, New South Wales, Australien) er en kvindelig tennisspiller fra Australien. Hun var en af verdens bedste kvindelige tennisspillere i 1970'erne og vandt i løbet af sin karriere 14 grand slam-titler: 7 i damesingle, 6 i damedouble og 1 i mixed double. Hun var endvidere en del af det australske hold, der vandt Federation Cup i 1971, 1973 og 1974.
Hun vandt 86 turneringssejre i single, heraf 68 i tennissportens åbne æra og to WTA Tour Championships, og 46 turneringssejre i double.
Goolagong var nr. 1 på WTA's verdensrangliste i damesingle i 2 uger fra 26. april til 9. maj 1976.
Hun blev i 1988 valgt ind i International Tennis Hall of Fame.